# Upsilon Aquilae
Désignations
Upsilon Aquilae est une étoile de la constellation de l'Aigle, située à ∼ 174,8 a.l. (∼ 53,6 pc) de la Terre.